# بطولة كرة القدم الألمانية 1942
بطولة كرة القدم الألمانية 1942 (بالألمانية: Deutsche Fußballmeisterschaft 1941/42)‏ هو الموسم 35 من بطولة كرة القدم الألمانية ‏. أقيم خلال الفترة 10 مايو 1942 وحتى 4 يوليو 1942، وأشرف على تنظيمه اتحاد ألمانيا لكرة القدم، وكان عدد الأندية المشاركة فيه 25، وفاز فيه شالكه 04.